# Homorthodes rubritincta
Homorthodes rubritincta är en fjärilsart som beskrevs av Mcdunnough 1943. Homorthodes rubritincta ingår i släktet Homorthodes och familjen nattflyn. Inga underarter finns listade i Catalogue of Life.